# Slowaakse Nationale Opstand

Situatie in de eerste dagen van de opstand

De Slowaakse Nationale Opstand (Slowaaks: Slovenské národné povstanie, afgekort SNP) was een militaire opstand in Slowakije in het jaar 1944. Delen van het Slowaakse leger in Midden-Slowakije kwamen onder het bevel van een geheime Slowaakse Nationale Raad in de stad Banská Bystrica in opstand tegen het autoritaire Slowaakse regime van Jozef Tiso en de Slowaakse Volkspartij. De opstand duurde van 29 augustus tot 28 oktober 1944 toen de opstandelingen onder het bevel van generaal Rudolf Viest de strijd tegen de Duitse Wehrmacht moesten opgeven. Lokaal wisten partizanen de strijd voort te zetten tot het Rode Leger geheel Slowakije in april 1945 had bezet.
Het doel van de Slowaakse opstand was het vrijmaken van de opmarsroute van het Rode Leger via Slowakije naar Wenen. Bij het begin van de opstand was Slowakije als bondgenoot van Duitsland nog niet bezet. De Slowaakse opstand kwam voortijdig op gang omdat de Duitse militaire attaché die uit Roemenië was uitgewezen op 27 augustus in Slowakije gedwongen was om uit de trein te stappen en de volgende ochtend in Turčiansky Svätý Martin was doodgeschoten. Dit incident werd snel bekend en leidde tot een onmiddellijke Duitse reactie, waarbij vanuit het noorden eenheden van de Wehrmacht en vanuit het noordwesten eenheden van de Waffen-SS het land binnentrokken. De Slowaken besloten onmiddellijk in opstand te komen om te voorkomen dat het land in zijn geheel bezet zou worden.
De belangrijke passen in de Karpaten werden door het Duitse leger snel veiliggesteld en half september was het grootste deel van Slowakije bezet. De laatste slag tegen de opstandelingen begon met de aanval op het opstandige Banská Bystrica op 17 oktober en op 28 oktober moest de opstand worden opgegeven. Het totaal aantal slachtoffers aan Slowaakse zijde wordt op ruim 10.000 geschat. De leiders van de opstand, Rudolf Viest en Ján Golian werden door de Duitsers opgepakt en in het concentratiekamp Flossenbürg begin 1945 om het leven gebracht.